# Astraea (planetka)
(5) Astraea je velká planetka v hlavním pásu planetek. Byla to pátá objevená planetka. Objevil ji 8. prosince 1845 Karl Ludwig Hencke.